# الإرادة العامة

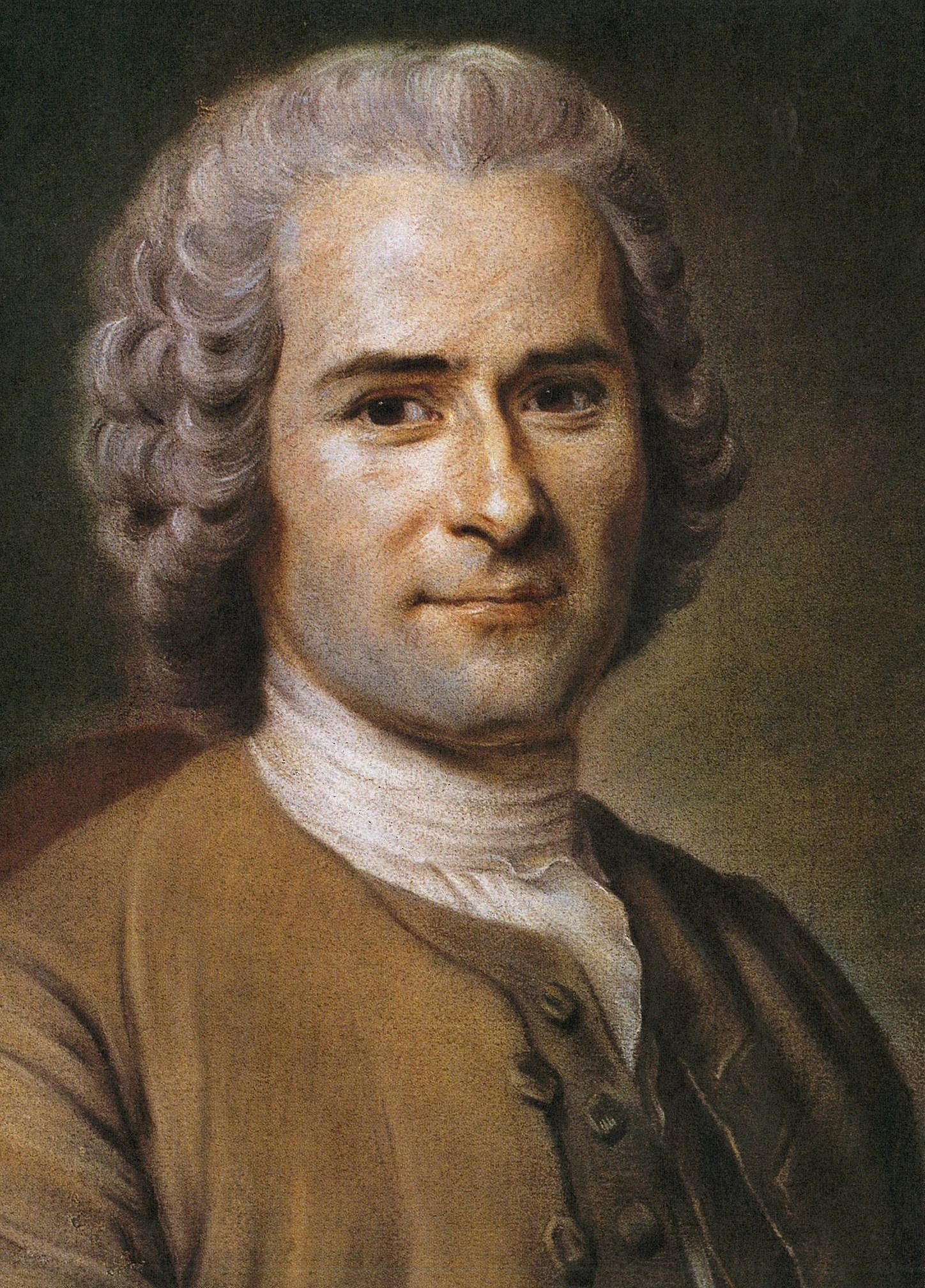
جان جاك روسو فيلسوف فكرة الإرادة العامة.

في الفلسفة السياسية، الإرادة العامة (بالفرنسية: volonté générale) تعني إرادة الشعب ككل. أصبح هذا المصطلح مشهور من خلال الفيلسوف الفرنسي جان-جاك روسو في القرن ال18.
عبارة «إرادة عامة» كما استعملها روسو، وردت في المادة السادسة من إعلان حقوق الإنسان والمواطن الذي تألف في عام 1789 خلال الثورة الفرنسية.